# Miagrammopes ciliatus
Miagrammopes ciliatus är en spindelart som beskrevs av Alexander Petrunkevitch 1926. Miagrammopes ciliatus ingår i släktet Miagrammopes och familjen krusnätsspindlar. Inga underarter finns listade i Catalogue of Life.